# Thymoites minnesota
Thymoites minnesota là một loài nhện trong họ Theridiidae.
Loài này thuộc chi Thymoites. Thymoites minnesota được Herbert Walter Levi miêu tả năm 1964.